# Serie A 1976-1977 (pallavolo femminile)

La rosa della Pallavolo Alzano Lombardo, vincitore dell'edizione.

La Serie A femminile FIPAV 1976-77 fu la 33ª edizione del principale torneo pallavolistico italiano organizzato dalla FIPAV.
Al torneo presero parte ventiquattro squadre, divise in quattro gruppi da sei e poi inserite nei gironi Scudetto e Trofeo Federale. Il titolo andò alla Pallavolo Alzano Lombardo.

## Prima fase

### Girone A

#### Classifica
| Pos. | Squadra                 | Pt | G  | V | P | SV | SP |
| ---- | ----------------------- | -- | -- | - | - | -- | -- |
| 1.   | Presolana Bergamo       | 18 | 10 | 9 | 1 | 27 | 7  |
| 2.   | Cook-o-Matic Palermo    | 16 | 10 | 8 | 2 | 25 | 14 |
| 3.   | Vibac Casale Monferrato | 12 | 10 | 6 | 4 | 23 | 18 |
| 4.   | Oma Trieste             | 10 | 10 | 5 | 5 | 20 | 18 |
| 5.   | Valdagna Scandicci      | 2  | 10 | 1 | 9 | 11 | 29 |
| 6.   | Tepa Silver Brescia     | 2  | 10 | 1 | 9 | 9  | 29 |

| Ammesse alla Poule Scudetto | Ammesse al Trofeo Federale |

#### Risultati

##### Tabellone
|           | Bergamo | Brescia | Casale | Palermo | Scandicci | Trieste |
| --------- | ------- | ------- | ------ | ------- | --------- | ------- |
| Bergamo   | XXX     | 3-0     | 3-1    | 3-0     | 3-1       | 3-0     |
| Brescia   | 1-3     | XXX     | 2-3    | 0-3     | 3-2       | 0-3     |
| Casale    | 0-3     | 3-0     | XXX    | 2-3     | 3-0       | 3-2     |
| Palermo   | 3-0     | 3-1     | 3-2    | XXX     | 3-0       | 3-2     |
| Scandicci | 1-3     | 3-2     | 1-3    | 1-3     | XXX       | 2-3     |
| Trieste   | 0-3     | 3-0     | 1-3    | 3-1     | 3-0       | XXX     |

### Girone B

#### Classifica
| Pos. | Squadra                    | Pt | G  | V | P  | SV | SP |
| ---- | -------------------------- | -- | -- | - | -- | -- | -- |
| 1.   | Burro Giglio Reggio Emilia | 18 | 10 | 9 | 1  | 27 | 13 |
| 2.   | Torre Tabita Catania       | 16 | 10 | 8 | 2  | 25 | 8  |
| 3.   | Vainer Ancona              | 12 | 10 | 6 | 4  | 25 | 16 |
| 4.   | Aerre Roma                 | 10 | 10 | 5 | 5  | 19 | 21 |
| 5.   | Pallavolo Albano Laziale   | 4  | 10 | 2 | 8  | 12 | 25 |
| 6.   | Marzotto Valdagno          | 0  | 10 | 0 | 10 | 5  | 30 |

| Ammesse alla Poule Scudetto | Ammesse al Trofeo Federale |

#### Risultati

##### Tabellone
|                     | Albano | Ancona | Catania | Reggio Emilia Arbor | Roma Pallavolo | Valdagno |
| ------------------- | ------ | ------ | ------- | ------------------- | -------------- | -------- |
| Albano              | XXX    | 1-3    | 0-3     | 1-3                 | 1-3            | 3-0      |
| Ancona              | 3-2    | XXX    | 3-1     | 2-3                 | 3-0            | 3-0      |
| Catania             | 3-0    | 3-2    | XXX     | 3-0                 | 3-0            | 3-0      |
| Reggio Emilia Arbor | 3-0    | 3-2    | 3-0     | XXX                 | 3-2            | 3-1      |
| Roma Pallavolo      | 3-1    | 3-2    | 0-3     | 2-3                 | XXX            | 3-0      |
| Valdagno            | 1-3    | 0-3    | 0-3     | 1-3                 | 2-3            | XXX      |

### Girone C

#### Classifica
| Pos. | Squadra                   | Pt | G  | V  | P | SV | SP |
| ---- | ------------------------- | -- | -- | -- | - | -- | -- |
| 1.   | Pallavolo Alzano Lombardo | 20 | 10 | 10 | 0 | 30 | 4  |
| 2.   | Monoceram Ravenna         | 14 | 10 | 7  | 3 | 23 | 15 |
| 3.   | CUS Padova                | 10 | 10 | 5  | 5 | 21 | 19 |
| 4.   | Nelsen Reggio Emilia      | 6  | 10 | 3  | 7 | 18 | 22 |
| 5.   | 2000Uno Bari              | 6  | 10 | 3  | 7 | 12 | 26 |
| 6.   | Volvo Penta CGC Viareggio | 4  | 10 | 2  | 8 | 10 | 28 |

| Ammesse alla Poule Scudetto | Ammesse al Trofeo Federale |

#### Risultati

##### Tabellone
|                        | Alzano | Bari | Padova | Ravenna | Reggio Emilia La Torre | Viareggio |
| ---------------------- | ------ | ---- | ------ | ------- | ---------------------- | --------- |
| Alzano                 | XXX    | 3-0  | 3-0    | 3-0     | 3-0                    | 3-0       |
| Bari                   | 0-3    | XXX  | 0-3    | 0-3     | 3-2                    | 3-1       |
| Padova                 | 1-3    | 3-2  | XXX    | 3-1     | 3-1                    | 3-0       |
| Ravenna                | 1-3    | 3-1  | 3-2    | XXX     | 3-2                    | 3-0       |
| Reggio Emilia La Torre | 1-3    | 3-0  | 3-1    | 1-3     | XXX                    | 3-0       |
| Viareggio              | 1-3    | 2-3  | 3-2    | 0-3     | 3-2                    | XXX       |

### Girone D

#### Classifica
| Pos. | Squadra             | Pt | G  | V | P | SV | SP |
| ---- | ------------------- | -- | -- | - | - | -- | -- |
| 1.   | Metauro Fano        | 18 | 10 | 9 | 1 | 29 | 10 |
| 2.   | Pallavolo Cecina    | 16 | 10 | 8 | 2 | 25 | 12 |
| 3.   | Coma Modena         | 14 | 10 | 7 | 3 | 25 | 11 |
| 4.   | CUS Roma            | 6  | 10 | 3 | 7 | 15 | 22 |
| 5.   | Pallavolo Monselice | 4  | 10 | 2 | 8 | 8  | 25 |
| 6.   | Citizen Letojanni   | 2  | 10 | 1 | 9 | 5  | 27 |

| Ammesse alla Poule Scudetto | Ammesse al Trofeo Federale |

#### Risultati

##### Tabellone
|           | Cecina | Fano | Letojanni | Modena | Monselice | Roma CUS |
| --------- | ------ | ---- | --------- | ------ | --------- | -------- |
| Cecina    | XXX    | 3-2  | 3-0       | 3-1    | 3-0       | 3-0      |
| Fano      | 3-0    | XXX  | 3-0       | 3-1    | 3-0       | 3-1      |
| Letojanni | 1-3    | 0-3  | XXX       | 0-3    | 3-0       | 1-3      |
| Modena    | 3-1    | 2-3  | 3-0       | XXX    | 3-0       | 3-0      |
| Monselice | 1-3    | 1-3  | 3-0       | 0-3    | XXX       | 3-1      |
| Roma CUS  | 1-3    | 2-3  | 3-0       | 1-3    | 3-0       | XXX      |

## Seconda fase

### Poule Scudetto

#### Classifica
| Pos. | Squadra                    | Pt | G  | V  | P  | SV | SP |
| ---- | -------------------------- | -- | -- | -- | -- | -- | -- |
| 1.   | Pallavolo Alzano Lombardo  | 26 | 14 | 13 | 1  | 41 | 10 |
| 2.   | Metauro Fano               | 22 | 14 | 11 | 3  | 36 | 18 |
| 3.   | Torre Tabita Catania       | 20 | 14 | 10 | 4  | 34 | 23 |
| 4.   | Presolana Bergamo          | 14 | 14 | 7  | 7  | 29 | 29 |
| 5.   | Monoceram Ravenna          | 12 | 14 | 6  | 8  | 27 | 30 |
| 6.   | Pallavolo Cecina           | 8  | 14 | 4  | 10 | 22 | 33 |
| 7.   | Burro Giglio Reggio Emilia | 8  | 14 | 4  | 10 | 18 | 33 |
| 8.   | Cook-o-Matic Palermo       | 2  | 14 | 1  | 13 | 9  | 40 |

| Campione d'Italia |

#### Risultati

##### Tabellone
|                     | Alzano | Bergamo | Catania | Cecina | Fano | Palermo | Ravenna | Reggio Emilia Arbor |
| ------------------- | ------ | ------- | ------- | ------ | ---- | ------- | ------- | ------------------- |
| Alzano              | XXX    | 3-0     | 3-1     | 3-0    | 3-1  | 3-0     | 3-0     | 3-0                 |
| Bergamo             | 1-3    | XXX     | 2-3     | 3-1    | 1-3  | 3-1     | 2-3     | 3-2                 |
| Catania             | 1-3    | 3-2     | XXX     | 3-2    | 2-3  | 3-0     | 3-0     | 3-1                 |
| Cecina              | 1-3    | 1-3     | 2-3     | XXX    | 3-2  | 3-0     | 0-3     | 3-1                 |
| Fano                | 3-2    | 3-0     | 3-0     | 3-0    | XXX  | 3-0     | 3-0     | 3-0                 |
| Palermo             | 0-3    | 1-3     | 0-3     | 0-3    | 2-3  | XXX     | 1-3     | 3-1                 |
| Ravenna             | 2-3    | 2-3     | 2-3     | 3-1    | 2-3  | 3-1     | XXX     | 3-1                 |
| Reggio Emilia Arbor | 0-3    | 0-3     | 0-3     | 3-2    | 3-0  | 3-0     | 3-1     | XXX                 |